# Bajazet

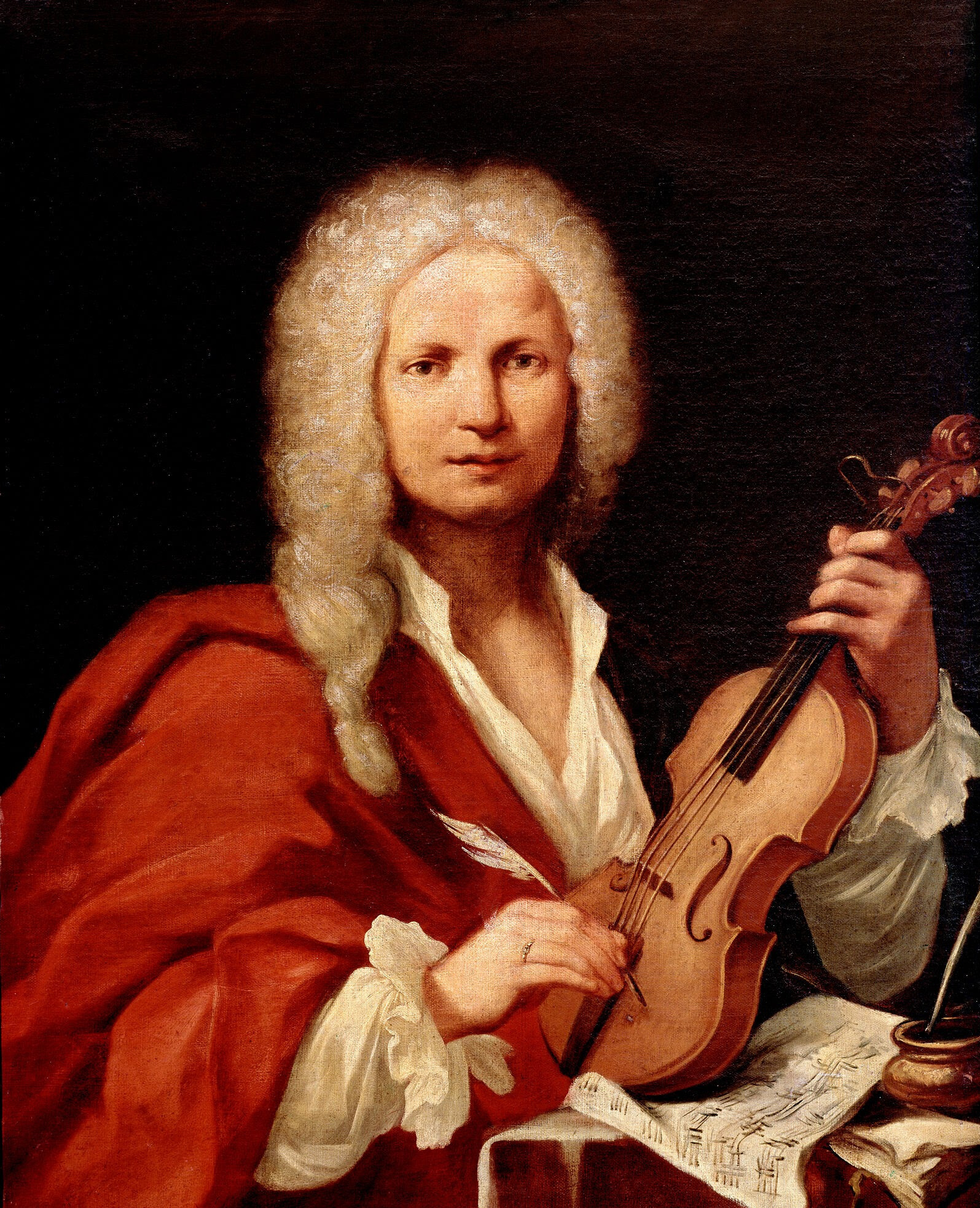
Retrato de um violinista veneziano, usualmente considerado um retrato de Vivaldi.

Bajazet AFI: [baˈjaːdzet] (RV 703) é uma ópera em três atos do compositor veneziano Antonio Vivaldi (1678-1741). Na verdade, a obra é um pasticcio, ou seja, uma montagem contendo árias de óperas de diversos outros autores, além de árias de óperas do próprio Vivaldi. Essa era uma prática comum na época. Ainda assim, algumas das árias mais importantes são originais e, outras, adaptações de composições do próprio Vivaldi. A estreia ocorreu no Teatro Filarmonico de Verona durante o carnaval de 1735. No elenco original estavam os cantores Anna Girò, a soprano predileta de Vivaldi e sua suposta amante, como Astéria, a contralto Maria-Maddalena Pieri como Tamerlano, a soprano Margherita Giacomazzi como Irene, o barítono Marc'Antonio Mareschi como Bajazet e o castrato Giovanni Manzoli no papel de Idaspe.
O libreto é do conterrâneo de Vivaldi, Agostino Piovene. O título original era Tamerlano e já havia sido musicado anteriormente por Francesco Gasparini (1661-1727) em uma obra que estreou em Veneza em 1711. A origem mais remota do texto é a tragédia francesa de Jacques Pradon (1632-1698) Tamerlan ou La Mort de Bajazet, de 1675, traduzida para o italiano em 1709. O mesmo texto já havia sido adaptado por Nicola Francesco Haym (1678-1729) para a ópera Tamerlano (HWV 18) de Händel, composta em 1724.
O argumento se baseia em fatos reais, ocorridos por volta de 1402 na cidade de Prusa, na Bitínia, atual Turquia. A trama conta a história de Bajazet (ou Bajazeto I, 1360-1403), monarca turco feito prisioneiro pelo imperador tártaro Tamerlão (ou Timur-i-Lenk, 1636-1405). Vivaldi utilizou sobretudo trechos de obras de Hasse (duas árias de Siroe, composta em 1733), Geminiano Giacomelli (1692-1740) (duas árias, incluindo Sposa, son disprezzata, originada na obra Merope, de 1734) e Riccardo Broschi (1690-1756) (uma ária de Idaspe, composta em 1730). É interessante notar que as árias tomadas de empréstimo aos compositores napolitanos, Vivaldi dedicou aos personagens Tamerlano, Andrônico e Irene. Já as árias de compositores venezianos, incluindo o próprio Vivaldi, foram alocadas para Bajazet, Astéria e Idaspe. 

## Origem das árias utilizadas
| Ária - Personagem                       | Compositor           | Ópera                                | Nome Original                                         |  |
| --------------------------------------- | -------------------- | ------------------------------------ | ----------------------------------------------------- |  |
| Del destin non dee lagnarsi - Bajazet   | Antonio Vivaldi      | L'Olimpiade                          | Del destin non vi lagnate                             |  |
| Nasce rosa lusinghiera - Idaspe         | Antonio Vivaldi      | Giustino, também presente em Farnace | Senti l'aura lusinghiera / Scherza l'aura lusinghiera |  |
| In sì torbida procella - Tamerlano      | Geminiano Giacomelli | Alessandro Severo                    |                                                       |  |
| Vedeste mai sul prato - Tamerlano       | Johann Adolf Hasse   | Siroe re di Persia                   |                                                       |  |
| Qual guerriero in campo armato - Irene  | Riccardo Broschi     | Idaspe                               |                                                       |  |
| Non ho nel sen costanza - Andrônico     | Geminiano Giacomelli | Adriano in Siria                     |                                                       |  |
| Anche il mar par che sommerga - Idaspe  | Antonio Vivaldi      | Semiramide                           |                                                       |  |
| La sorte mia spietata - Andrônico       | Johann Adolf Hasse   | Siroe                                |                                                       |  |
| La cervetta timidetta - Astéria         | Antonio Vivaldi      | Giustino/Semiramede                  | La sorte mia tiranna                                  |  |
| Dov'è la figlia? - Bajazet              | Antonio Vivaldi      | Motezuma                             |                                                       |  |
| Sposa, son disprezzata - Irene          | Geminiano Giacomelli | Merope                               | Sposa, non mi conosci                                 |  |
| Sì crudel! questo è l'amore (quarteto)  | Antonio Vivaldi      | Farnace                              | Io crudel? giusto rigore                              |  |
| Veder parmi, or che nel fondo - Bajazet | Antonio Vivaldi      | Farnace                              | "Roma Invitta una clemente"                           |  |
| Spesso tra vaghe rose - Andrônico       | Johann Adolf Hasse   | Siroe                                |                                                       |  |
| Coronata di gigli e di rose (tutti)     | Antonio Vivaldi      | Farnace                              |                                                       |  |